# Ирина Томарская
 Ирина Томарская  или  Ирина Португальская  (порт. Santa Iria, 635 г., Томар, Португалия — 653 г., Томар, Португалия) — святая Римско-Католической церкви, мученица. Её именем назван город Сантарен, Португалия. Ирина Томарская считается покровительницей городов Сантарена и Томара.

## Легенда
Достоверных сведений о Ирине Томарской не существует. Христианское предание гласит, что Ирина родилась в городе Набансия (неподалёку от современного Томара) в аристократической семье. Ирина была очень красивой девушкой. Родители, чтобы защитить Ирину от притязаний, отдали её в монастырскую школу, где она находилась под защитой охранника. Ирина не часто выходила за стены монастыря, но однажды, когда она прогуливалась недалеко от монастыря, её случайно заметил один юноша по имени Бритальд из влиятельной семьи и влюбился в неё. Каждый раз, когда Ирина шла на богослужение в церковь, юноша следовал за ней. В конце концов, Бритальд сделал Ирине предложение, но девушка отказала ему, сказав, что никогда не выйдет за него замуж, потому что она дала обет безбрачия.
Между тем охранник, приставленный охранять Ирину, также сделал ей предложении выйти за него замуж. Ирина отказала и ему. Тогда охранник ложно обвинил Ирину в том, что она прелюбодействовала с неизвестным мужчиной и беременна от него. Эта клевета стало распространяться по всему городу. Бритальд узнав об этом, решил убить Ирину. Он нанял убийцу. Когда Ирина возвращалась после посещения больного, убийца подошёл сзади к Ирине и вонзил в неё меч.

## Почитание
Тело убитой девушки было брошено в реку Тахо (Тежу). Через некоторое время монахи-бенедиктинцы, проживавшие в городе Скалабис, подобрали тело, захоронили в своём монастыре и стали распространять её почитание как святой мученицы. Постепенно почитание Ирины распространилось в Скалабисе до такой степени, что город стал называться именем святой Ирины — Сантарен.
Святая Ирина изображается в иконографии в монашеском одеянии с пальмовой ветвью.
День памяти в Католической церкви — 20 октября.